# Castillo Iwamura

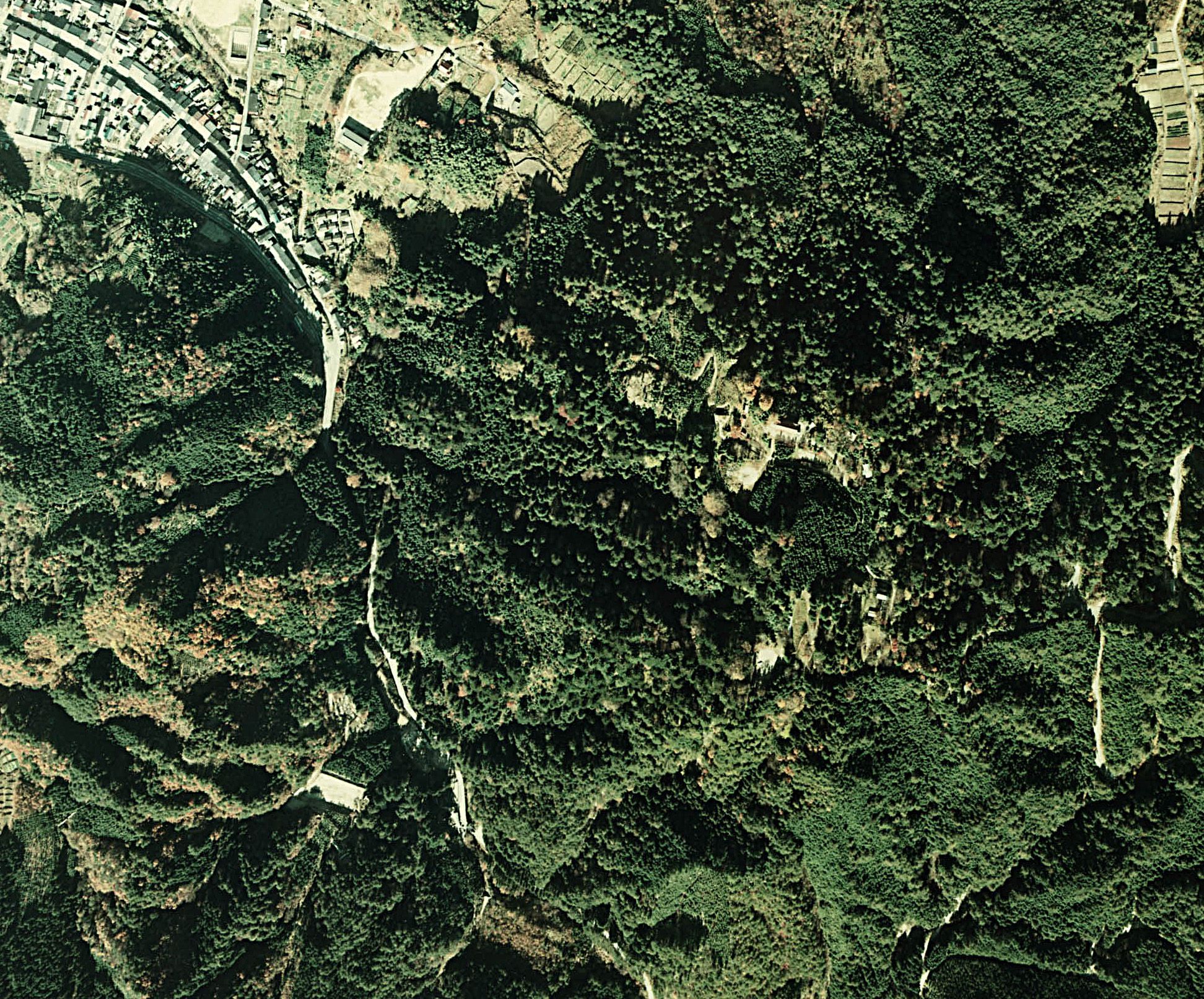
Vista aérea del castillo Iwamura.

El Castillo Iwamura (岩村城 Iwamura-jō?) es un castillo japonés localizado en la parte sureste de la provincia de Mino, en la prefectura de Gifu en Japón.
De los siglos XII al XVI perteneció al han de los daimyō Toyama. En 1572, después del Asedio de Iwamura, Takeda Shingen dejó el castillo a cargo de Toyotomi Hideyoshi, quien a su vez transfirió el castillo y lo puso a cargo de Tamaru Tomatada. Después de la Batalla de Sekigahara de 1600, fue ocupado por el clan Tokugawa de 1601 a 1638, por el clan Niwa de 1638 a 1702 y finalmente por el clan Ishikawa de 1702 hasta el final del shogunato Tokugawa en 1868.
El castillo fue abandonado definitivamente y parcialmente desmantelado en el año de 1873 y en 1881 gran parte del castillo sufrió un incendio.
El lugar fue abierto al público en 1972 y en 1990 algunos elementos como la puerta principal fueron reconstruidos.
- Datos: Q1196356
- Multimedia: Iwamura Castle / Q1196356